# Sunshine Tour 2015
De Sunshine Tour 2015 is het zestiende golfseizoen van de Sunshine Tour, sinds 2000. Het seizoen begon met de Dimension Data Pro-Am, in februari, en zal eindigen met de finale van de Vodacom Origins of Golf Tour, in november.
Naast Zuid-Afrika, vindt er ook golftoernooien plaats in andere Afrikaanse landen zoals Swaziland, Zambia en Zimbabwe.

## Kalender
| Data  | Data  | Toernooi                            | Baan                               | Plaats           | Winnaar             | Score | Score | Aantekeningen     |
| ----- | ----- | ----------------------------------- | ---------------------------------- | ---------------- | ------------------- | ----- | ----- | ----------------- |
| 19-02 | 22-02 | Dimension Data Pro-Am               | Fancourt - Montagu                 | George           | Branden Grace       | 278   | –11   |                   |
| 26-02 | 01-03 | Joburg Open                         | Royal Johannesburg & Kensington GC | Johannesburg     | Andy Sullivan       | 270   | –17   |                   |
| 05-03 | 08-03 | Afrika Open                         | East London Golf Club              | Oos-Londen       | Trevor Fisher jr.   | 264   | –24   |                   |
| 12-03 | 15-03 | Tshwane Open                        | The Els Club at Copperleaf         | Centurion        | George Coetzee      | 266   | –14   |                   |
| 19-03 | 22-03 | Investec Cup                        | Lost City Golf Course              | Sun City         | Jaco Ahlers po      | 279   | –9    |                   |
| 09-04 | 12-04 | Golden Pilsener Zimbabwe Open       | Royal Harare Golf Club             | Harare           | Dean Burmester      | 272   | –16   |                   |
| 23-04 | 26-04 | Mopani/Redpath Zambia Open          | Nkana Golf Club                    | Kitwe            | Ross McGowan        | 275   | –13   |                   |
| 30-04 | 03-05 | Zambia Sugar Open                   | Lusaka Golf Club                   | Lusaka           | Vaughn Groenewald   | 272   | –20   |                   |
| 06-05 | 09-05 | Investec Royal Swazi Open           | Royal Swazi Spa Country Club       | Mbabane          | PH McIntyre         | 45    | 45    | stablefordtelling |
| 07-05 | 10-05 | AfrAsia Bank Mauritius Open         | Heritage Golf Club                 | Mauritius        | George Coetzee po   | 271   | –13   | Nieuw toernooi    |
| 22-05 | 24-05 | Lombard Insurance Classic           | Royal Swazi Spa Country Club       | Mbabane          | Dean Burmester      | 193   | –23   |                   |
| 04-06 | 06-06 | Vodacom Origins of Golf Tour I      | Langebaan Country Club             | Langebaan        | Justin Harding po   | 208   | –8    |                   |
| 04-08 | 06-08 | Sun City Challenge                  | Lost City Golf Course              | Sun City         | Keith Horne         | 203   | –13   |                   |
| 20-08 | 22-08 | Vodacom Origins of Golf Tour II     | San Lameer Golf Club               | Southbroom       | Jean Hugo           | 210   | –6    |                   |
| 25-08 | 27-08 | Sun Wild Coast Sun Challenge        | Wild Coast Sun Country Club        | Port Edward      | Vaughn Groenewald   | 198   | –12   |                   |
| 02-09 | 05-09 | Sun Sibaya Challenge                | Mount Edgecombe Country Club       | Durban           | Michael Hollick     | 204   | –9    | Nieuw toernooi    |
| 10-09 | 12-09 | Vodacom Origins of Golf Tour III    | Vaal de Grace Golf Estate          | Parys            | Jean Hugo           | 195   | –21   |                   |
| 16-09 | 18-09 | Sun Windmill Challenge              | Bloemfontein Golf Club             | Bloemfontein     | Dean Burmester      | 198   | –18   | Nieuw toernooi    |
| 01-10 | 03-10 | Vodacom Origins of Golf Tour IV     | St. Francis Links Golf Club        | Sint-Francisbaai | Christiaan Basson   | 205   | –1    |                   |
| 06-10 | 08-10 | Sun Boardwalk Golf Challenge        | Humewood Golf Club                 | Port Elizabeth   | Chris Swanepoel po  | 208   | –8    |                   |
| 15-10 | 16-10 | Sun Fish River Sun Challenge        | Fish River Sun Country Club        | Port Alfred      | Rourke van der Spuy | 132   | –12   | Nieuw toernooi    |
| 22-10 | 24-10 | Vodacom Origins of Golf Tour V      | Koro Creek Bushveld Golf Estate    | Modimolle        | Dean Burmester      | 197   | –19   |                   |
| 03-11 | 05-11 | Nedbank Affinity Cup                | Lost City Golf Course              | Sun City         | Ruan de Smidt po    | 207   | –9    |                   |
| 11-11 | 13-11 | Vodacom Origins of Golf Tour Finale | Zebula Country Club                | Bela Bela        | Darren Fichardt     | 202   | –14   |                   |
| 19-11 | 22-11 | Lion of Africa Cape Town Open       | Royal Cape Golf Club               | Kaapstad         | Brandon Stone       | 272   | –16   |                   |
| 26-11 | 29-11 | Alfred Dunhill Kampioenschap        | Leopard Creek Golf Club            | Malalane         | Charl Schwartzel    | 273   | –15   |                   |
| 03-12 | 06-12 | Nedbank Golf Challenge              | Gary Player Country Club           | Sun City         | Marc Leishman       | 269   | –19   |                   |

| po = winnaar na play-off |